# Calixa-Lavallée
Calixa-Lavallée är en kommun i provinsen Québec i Kanada. Den ligger i regionen Montérégie, i den sydöstra delen av landet, 190 km öster om huvudstaden Ottawa. Antalet invånare var 509 vid folkräkningen 2021. Landarean är 32 kvadratkilometer. Kommunen är uppkallad efter Calixa Lavallée, kompositören av Kanadas nationalsång, som föddes i området innan det blev en egen kommun.